# Marin Pongračić
Marin Pongračić (Landshut, 11 de septiembre de 1997) es un futbolista alemán, nacionalizado croata, que juega en la demarcación de defensa para la ACF Fiorentina de la Serie A de Italia.

## Trayectoria
Tras formarse como futbolista en clubes como el Bayern de Múnich o el FC Ingolstadt, en 2016 se marchó al TSV 1860 Múnich. Tras jugar durante un año en el filial, finalmente en 2017 subió al primer equipo. Hizo su debut el 16 de abril de 2017, en un partido de la Primera Liga de Austria contra el SV Sandhausen, encuentro que finalizó con un resultado de empate a uno. En el mercado de verano de 2017 se marchó al FC Red Bull Salzburg, llegando a debutar el 15 de julio de 2017 en la primera ronda de la Copa de Austria.
El 15 de enero de 2020 regresó al fútbol alemán después de que el VfL Wolfsburgo anunciara su contratación hasta el 30 de junio de 2024. Tras temporada y media en el club, el 31 de agosto de 2021 fue cedido al Borussia Dortmund. Un año después volvió a ser prestado, esta vez a la U. S. Lecce italiana. Siguió en el equipo una vez finalizó la cesión y se mantuvo hasta su marcha en julio de 2024 a la ACF Fiorentina.

## Selección nacional
Pese a haber nacido en Alemania, representa a la selección de Croacia, país natal de su madre. Su debut absoluto fue el 11 de noviembre de 2020 en un amistoso frente a la selección de Turquía que terminó en empate a tres.

### Participaciones en Eurocopas
| Copa          | Sede     | Resultado    | Partidos | Goles |
| ------------- | -------- | ------------ | -------- | ----- |
| Eurocopa 2024 | Alemania | Primera fase | 2        | 0     |

## Estadísticas

### Clubes
Actualizado al último partido disputado el 15 de septiembre de 2024.
| Club                          | Div.          | Temporada     | Liga  | Liga  | Copas nacionales | Copas nacionales | Copas internacionales | Copas internacionales | Total | Total |
| Club                          | Div.          | Temporada     | Part. | Goles | Part.            | Goles            | Part.                 | Goles                 | Part. | Goles |
| ----------------------------- | ------------- | ------------- | ----- | ----- | ---------------- | ---------------- | --------------------- | --------------------- | ----- | ----- |
| TSV 1860 Múnich II · Alemania | 4.ª           | 2016-17       | 17    | 1     | ―                | ―                | ―                     | ―                     | 17    | 1     |
| TSV 1860 Múnich II · Alemania | Total club    | Total club    | 17    | 1     | 0                | 0                | 0                     | 0                     | 17    | 1     |
| TSV 1860 Múnich · Alemania    | 2.ª           | 2016-17       | 7     | 0     | 0                | 0                | ―                     | ―                     | 7     | 0     |
| TSV 1860 Múnich · Alemania    | Total club    | Total club    | 7     | 0     | 0                | 0                | 0                     | 0                     | 7     | 0     |
| Red Bull Salzburgo · Austria  | 1.ª           | 2017-18       | 16    | 0     | 3                | 0                | 4                     | 0                     | 23    | 0     |
| Red Bull Salzburgo · Austria  | 1.ª           | 2018-19       | 14    | 0     | 2                | 0                | 10                    | 0                     | 26    | 0     |
| Red Bull Salzburgo · Austria  | 1.ª           | 2019-20       | 5     | 0     | 1                | 0                | 1                     | 0                     | 7     | 0     |
| Red Bull Salzburgo · Austria  | Total club    | Total club    | 35    | 0     | 6                | 0                | 15                    | 0                     | 56    | 0     |
| VfL Wolfsburgo · Alemania     | 1.ª           | 2019-20       | 11    | 2     | ―                | ―                | 1                     | 0                     | 12    | 2     |
| VfL Wolfsburgo · Alemania     | 1.ª           | 2020-21       | 10    | 0     | 1                | 0                | 0                     | 0                     | 11    | 0     |
| VfL Wolfsburgo · Alemania     | Total club    | Total club    | 21    | 2     | 1                | 0                | 1                     | 0                     | 23    | 2     |
| Borussia Dortmund · Alemania  | 1.ª           | 2021-22       | 17    | 0     | 1                | 0                | 5                     | 0                     | 23    | 0     |
| Borussia Dortmund · Alemania  | Total club    | Total club    | 17    | 0     | 1                | 0                | 5                     | 0                     | 23    | 0     |
| U. S. Lecce · Italia          | 1.ª           | 2022-23       | 9     | 0     | 0                | 0                | ―                     | ―                     | 9     | 0     |
| U. S. Lecce · Italia          | 1.ª           | 2023-24       | 36    | 0     | 2                | 0                | ―                     | ―                     | 38    | 0     |
| U. S. Lecce · Italia          | Total club    | Total club    | 45    | 0     | 2                | 0                | 0                     | 0                     | 47    | 0     |
| ACF Fiorentina · Italia       | 1.ª           | 2024-25       | 2     | 0     | 0                | 0                | 2                     | 0                     | 4     | 0     |
| ACF Fiorentina · Italia       | Total club    | Total club    | 2     | 0     | 0                | 0                | 2                     | 0                     | 4     | 0     |
| Total carrera                 | Total carrera | Total carrera | 144   | 3     | 10               | 0                | 23                    | 0                     | 177   | 3     |

## Palmarés

### Campeonatos nacionales
| Título                | Club               | País    | Año  |
| --------------------- | ------------------ | ------- | ---- |
| Bundesliga de Austria | Red Bull Salzburgo | Austria | 2018 |
| Bundesliga de Austria | Red Bull Salzburgo | Austria | 2019 |
| Copa de Austria       | Red Bull Salzburgo | Austria | 2019 |